# Karol Bergeret
Karol Bergeret (Barcelona, 1975) és una artista, creativa multidisciplinària i dissenyadora industrial catalana.
Nascuda l'any 1975 a Barcelona i llicenciada en disseny industrial per l'Escola Superior de Disseny ESDI (Sabadell). El seu interès per fusionar disciplines la va portar a treballar en diversos camps com la il·luminació, l'interiorisme, la imatge i la moda. Per això va fundar, també l'any 2001, el Taller d'idees de Barcelona, on ha estat desenvolupant projectes culturals i artístics com ara Santas Amas de Casa, especie en extinción, un treball d'escultures il·luminades, realitzades sobre posts de planxar reutilitzades, que pretenia ser un homenatge a les dones que han hagut de dedicar la seva vida a la família i la casa, de manera gratuïta i sense que la seva feina fos mai reconeguda. El 2006 va rebre una Menció d'Honor als Premis ARTFAD per la seva col·lecció d'obres La Camarera, la Proveedora, la Costurera, la Cocinera, la Pastelera, la Electrodoméstica y la Nodriza, que més endavant va completar amb set peces més amb les quals va guanyar una beca de producció de la Mostra FEM ART i el segon premi a ARTFAD. El conjunt de totes les peces rep el nom de Santes mestresses de casa.
El 2010 va ser seleccionada per a l'exposició Síntesi del FAD i va col·laborar amb la Galeria N2 de Barcelona en l'exposició «Forma i color». Ha exposat amb el Festival Internacional DRAP-ART al CCCB durant 10 edicions i en mostres a l'estranger entre les quals destaquen: la Fira ART BEIJING, a l'Instituto Cervantes de Pequín, Xangai i Tokio, a l'espai cultural Recoleta de Buenos Aires, a la Intendencia de Montevideo (Uruguay), en RE:NEW festival de Pittsburg. Amb el festival Reciclamadrid participa al CosmoCaixa (Madrid) i al festival Riscarti (Roma). Per a l'artista és una tradició organitzar una exposició o un projecte cada dia de la dona treballadora.